# Ernst Ferdinand Müller
Ernst Ferdinand Müller (* 10. März 1889 in Kaimelskrug; † 4. November 1957 in Frankfurt am Main) war ein deutscher Statistiker.

## Leben
Er studierte Staatswissenschaften an den Universitäten Freiburg im Breisgau, Königsberg und Leipzig. Er wurde 1916 zum Dr. phil. promoviert. Von 1917 bis 1920 war er Direktorialassistent am Institut für Ostdeutsche Wirtschaft der Albertus-Universität Königsberg und von 1919 bis 1922 Leiter des Ostdeutschen Heimatdienstes. Er wurde im Oktober 1927 Direktor des Statistischen Amtes der Provinz Ostpreußen in Königsberg. 1931 erhielt er einen Lehrauftrag für Statistik und 1939 die Ernennung zum Honorarprofessor an der Universität Königsberg. Zum 1. Mai 1937 war er der NSDAP beigetreten (Mitgliedsnummer 5.286.047).
Seit 1947 war er als Chefstatistiker in der Staatlichen Erfassungsgesellschaft für öffentliches Gut in München und von 1954 bis zu seiner Versetzung in den Ruhestand als wissenschaftlicher Mitarbeiter im Bundesamt für gewerbliche Wirtschaft in Frankfurt am Main tätig.

## Schriften (Auswahl)
- Statistisches Handbuch für Kurland und Litauen nebst Übersichten über Livland und Estland. Jena 1918, OCLC 833732415.
- Wer sind die Bolschewiki und was wollen sie? Eine Warnung an das deutsche Volk. Königsberg 1919, OCLC 912888547.
- Die Zertrümmerung Ostpreußens und der deutschen Ostmark. Königsberg 1919, OCLC 44778395.
- Die Wanderungsbewegung in Ostpreußen und ihre bevölkerungspolitische Bedeutung. Berlin 1939, OCLC 251493507.